# 三子教訓狀

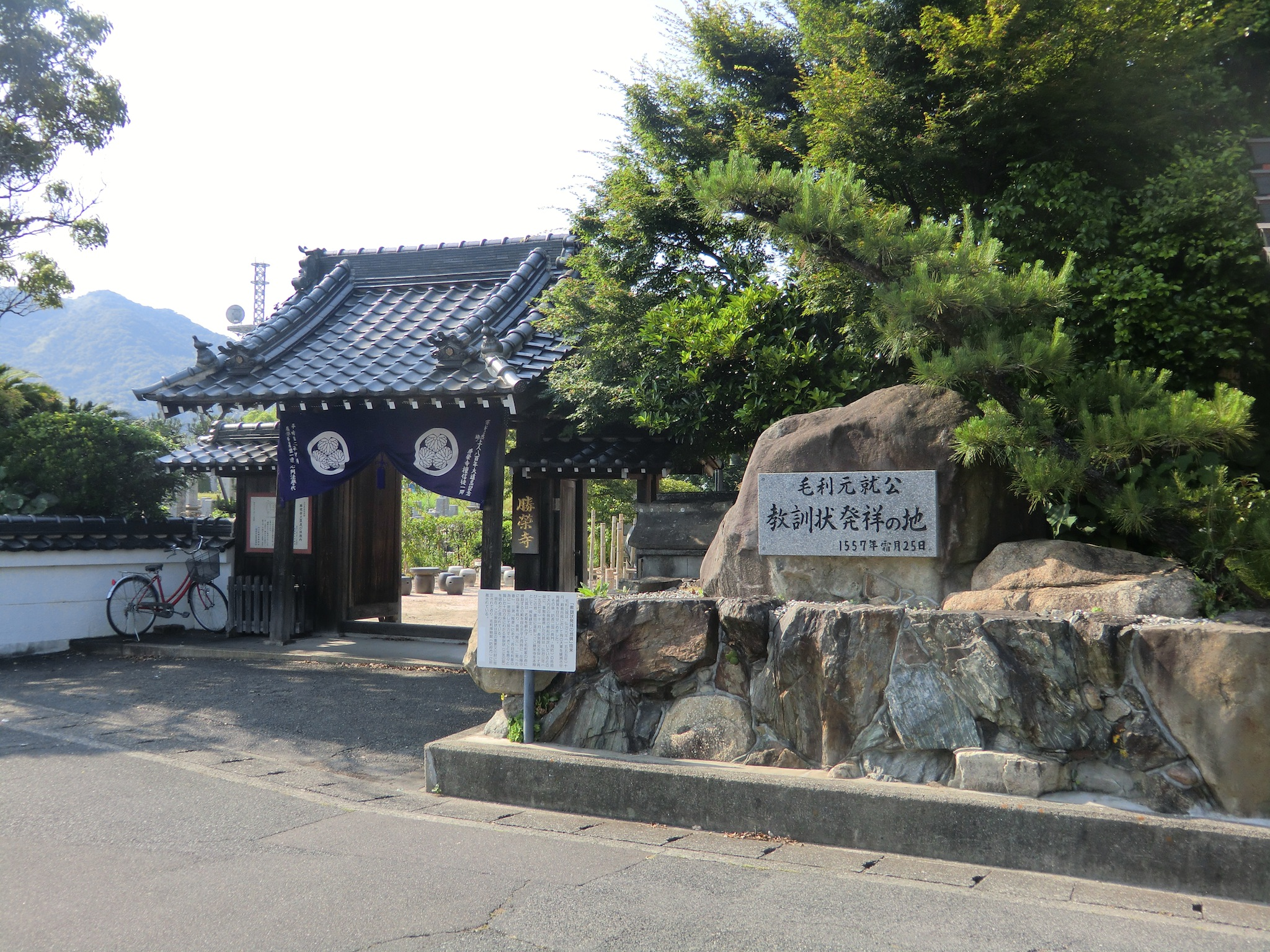
毛利元就寫下教訓狀的勝榮寺

三子教訓狀（さんしきょうくんじょう）是中国地方的戰國大名・毛利元就在弘治3年（1557年）寫給3個兒子（毛利隆元・吉川元春・小早川隆景）的文書，有名的逸話「三矢之訓」即根據此文書而來。

## 三矢之訓
此軼事的內容大致如下。

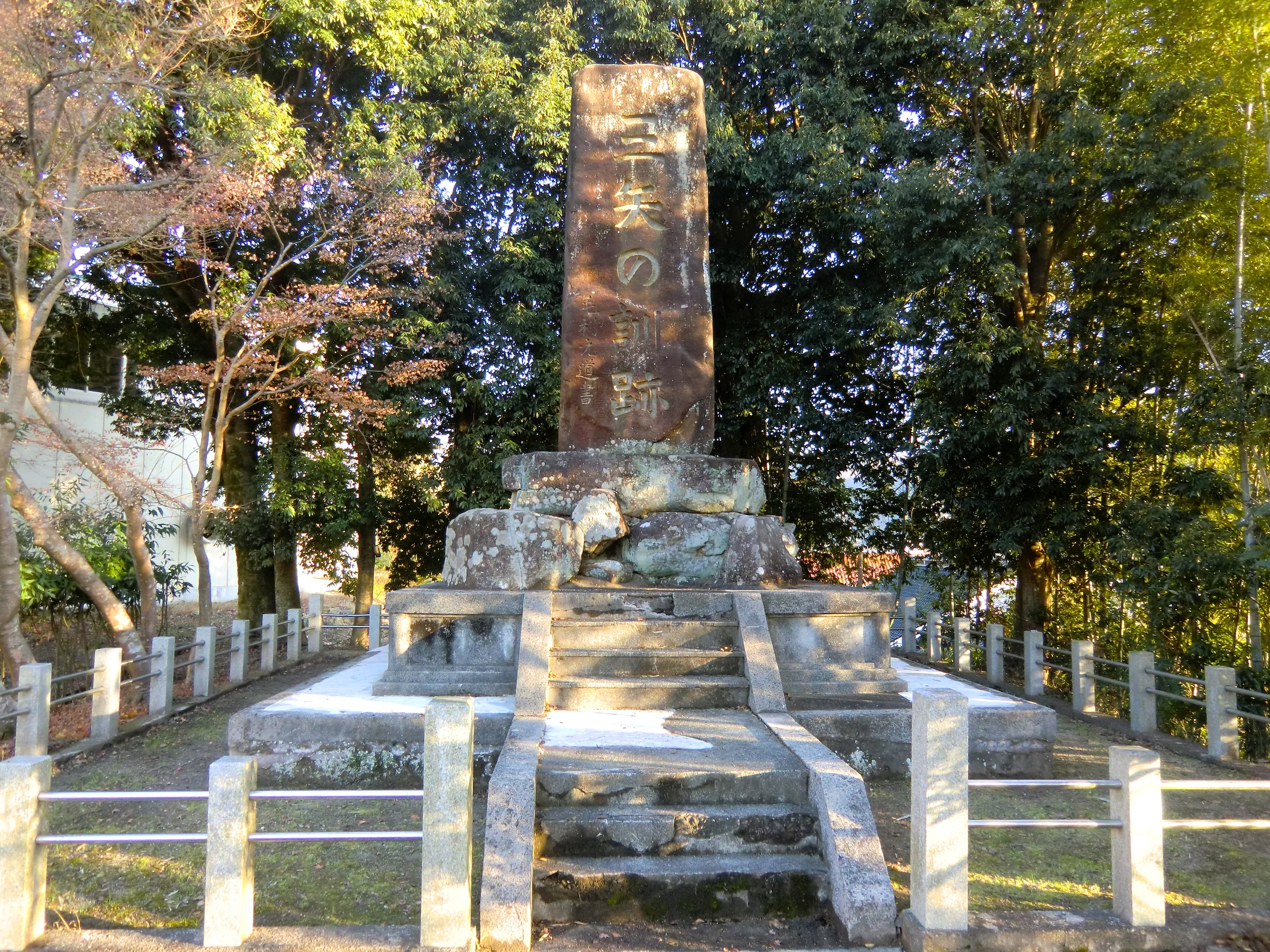
安芸高田的三矢之訓碑

晩年的元就某日在病榻，將隆元・元春・隆景叫到床邊。元就先拿一支箭並折斷，然後嘗試將三支箭綁在一起折斷，但未能成功。元就接著說「一支箭很容易折斷，但三支箭一起就不容易折斷了，所以我希望你們三個能夠團結守護毛利家。」兒子們發誓遵守這個教誨。

## 脚注
1. ↑  【特集】毛利元就の「三矢の訓」と三原の礎を築いた知将・小早川隆景

## 關連項目
- 家訓
- 百萬一心

## 外部連結
- 三子教訓状